# Stari Laz
Stari Laz je mjesto u Hrvatskoj. Nalazi se u Primorsko-goranskoj županiji.

## Zemljopis
Stari Laz se nalazi u Gorskom kotaru, na području Općine Ravna Gora. Smješten je 4 km jugozapadno od Ravne Gore u uzdužnoj dolini između Ravne Gore i Mrkoplja. Okružen je s više bregova, ogranaka Velike Kapele koji su obrasli bukovom i jelovom šumom.

## Stanovništvo
Prema popisu iz 2001. godine, Stari Laz ima 251 stanovnika u 94 domaćinstava. Od ukupnog broja stanovnika, 48% je muškaraca (120), a 52% žena (131). 
Svi stanovnici su rimokatoličke vjere, ali različitih narječja. U središnjem dijelu Staroga Laza, kojeg su naselili Primorci, govori se "ča", na granici s općinom Mrkopalj govori se "što", a u djelu koji graniči s Ravnom Gorom govori se "kaj".
Pripada poštanskom uredu 51314 Ravna Gora.
| broj stanovnika | 710   | 794   | 642   | 690   | 648   | 631   | 546   | 602   | 623   | 617   | 547   | 459   | 336   | 312   | 251   | 201   | 147   |
|                 | 1857. | 1869. | 1880. | 1890. | 1900. | 1910. | 1921. | 1931. | 1948. | 1953. | 1961. | 1971. | 1981. | 1991. | 2001. | 2011. | 2021. |

## Povijest
U prošlosti je Stari Laz bio tek mali puteljak zvan "Laz" kojim su prolazili Turci plijeneći i uništavajući sve pred sobom. Carica Marija Terezija dozvolila je naseljavanje mjesta, a prvi stanovnici nazvali su ga "Starim Lazom".
Izgradnja Karolinske ceste stanovnicima Staroga Laza, osim prijevoza volovima i konjima, donijela je novi način zarade: u kovačnicama, kolarnicama i gostionicama.
Stari Laz je pripadao Vojnoj krajini od koje se odvaja 1765. godine.
1772. godine, Stari Laz je imao samo 6 domaćinstava, a 1787. godine ima 45 domaćinstava. 
Krajem 18. stoljeća Mrkopalj i Stari Laz nemaju niti jednog obrtnika, trgovca, radnika ili nekog evidentiranog majstora.
Glavne djelatnosti bile su stočarstvo i ratarstvo. Lazarci su uzgajali volove, krave, ovce i telad, a što se ratarstva tiče uzgajali su žitarice, naročito ječam, pšenicu i zob.
Godine 1843. Stari Laz ima 1.028 stanovnika, a njegovi stanovnici, kao i drugi stanovnici Gorskog kotara, traže poslove u Rijeci, Karlovcu, te inozemstvu.

## Obrazovanje
Obrazovanje u Starom Lazu datira iz 1875. godine. 1895. godine sagrađena je školska zgrada u kojoj se nastava održava i danas, ali kao područna škola OŠ "Dr. Branimir Marković" u Ravnoj Gori. U školskoj godini 2010. / 2011. pohađa ju troje učenika 1. – 4. razreda.

## Znamenitosti

### Kapela svetog Stjepana u Starom Lazu
Izgradili su ju stanovnici Staroga Laza 1912. godine. 
Kapela spada pod Župu Mrkopalj. 

## Vanjske poveznice
- Službene web stranice Općine Ravna Gora
- Web stranice Turističke zajednice općine Ravna Gora  Arhivirana inačica izvorne stranice od 21. srpnja 2011. (Wayback Machine)